# Puzavci
Puzavci (Certhiidae) su porodica ptica pjevica kojoj pripada rod Certhia dok se rod Salpornis danas klasificira u Sittidae ili brgljeze. 

## Rasprostranjenost
Rasprostranjene su u šumovitim predjelima sjeverne hemisfere i subsaharskoj Africi. 

## Opis
Smeđe su boje. Duge su 12 – 18 cm, a teške 8 – 12 grama. Imaju raspon krila 17 – 21 cm. Imaju dug i zakrivljen kljun. Noge su im kratke. Žive u šumama. Populacija im je uglavnom stabilna.  
Hrane se malim beskralježnjacima, kao što su člankonošci. Ako ne nađu te životinje, onda se hrane plodovima raznih biljaka. Hranu traže na vanjskoj strani stabala, kada se penju u spiralama koje počinju pri dnu drveta. Ljudi ih mogu vidjeti tijekom cijele godine. Najčešće se viđaju pojedinačno ili u paru s jedinkom suprotnog spola. Jako su aktivne.

## Razmnožavanje
Sezona gniježdenja počinje u travnju. Ptice se gnijezde u pukotinama i pod komadima kore drveća. U pripremi gnijezda sudjeluju i mužjak i ženka. Postavljaju 3-9 bijelih jaja s crvenim točkicama. Jaja su duga 12 – 16 mm. Iz jaja se izlegu mladi za 14 – 15 dana, a perje dobivaju za 15 – 16 dana.